# Ilda
Ilda est une mélodie pour voix et piano de Nadia Boulanger composée en 1906 sur un poème d'Albert Samain.

## Présentation
Ilda est composé en août 1906. La mélodie est écrite sur un poème d'Albert Samain extrait de « Les Roses dans la coupe », première partie du recueil Le Chariot d'or (Paris, Mercure de France, 1901).
L'incipit de l'œuvre est : « Pâle comme un matin de septembre en Norvège ».
Le manuscrit autographe est conservé à la BnF (Ms. 19510) et porte en page de titre la date « Gargenville / août 1906 » et est signé à la fin « Nadia Boulanger / 1906 ».
Longtemps inédite, la partition est publiée par Alphonse Leduc en 2020 au sein du recueil Mélodies pour voix moyenne, vol. 3 (AL 30 866).
Ilda est d'une durée moyenne d'exécution de trois minutes quinze environ.

## Commentaires
Pour la musicienne et musicologue Anne de Fornel, Ilda figure, avec les autres partitions composées en 1906 sur des textes d'Albert Samain, Élégie, Versailles, Mon cœur et Mon âme est une infante, « parmi les mélodies les plus touchantes de [la] production » de Nadia Boulanger.
Dans le catalogue des œuvres de la compositrice établi par la musicologue Alexandra Laederich, la pièce porte le numéro NB 13.

## Discographie
- Mademoiselle - Première Audience : Unknown Music of Nadia Boulanger, Nicole Cabell (soprano) et Lucy Mauro (piano), Delos DE 3496, 2 CD, 2017[4] — premier enregistrement mondial.
- Les heures claires : The Complete Songs : Nadia & Lili Boulanger, Lucile Richardot (mezzo-soprano) et Anne de Fornel (piano), Harmonia Mundi HMM 902356.58, 3 CD, 2023[5].